# Andropogon abyssinicus
Andropogon abyssinicus là một loài thực vật có hoa trong họ Hòa thảo. Loài này được R.Br. ex Fresen. mô tả khoa học đầu tiên năm 1837.